# 松港街道
松港街道是中国福建省宁德市霞浦县下辖的一个街道。

## 历史沿革
- 2004年，霞浦县松城镇和州洋乡撤销并设立松城街道和松港街道，松港街道继承了原州洋乡的24个行政村[1]。
- 2020年6月，松港街道析置松山街道。析置街道后，松港街道和松山街道以体育北路为界，体育北路以北为松港街道辖域，体育北路以南为松山街道辖域。

## 行政区划
松港街道办事处下辖5个社区和17个建制村：
东关社区、东兴社区、东景社区、东阳社区、东昇社区、东关村、古岭下村、赤岸村、利埕村、青岐村、后岐村、竹下村、下村、八斗𬇙村、佳湖村、章家衕村、江边村、桥头村、后港村、水坑村、利洋村和岭头村。

## 交通
- 杭福深铁路：霞浦站